# Segundolus
Segundolus is een geslacht van hooiwagens uit de familie Gonyleptidae.
De wetenschappelijke naam Segundolus is voor het eerst geldig gepubliceerd door Roewer in 1949. 

## Soorten
Segundolus is monotypisch en omvat slechts de volgende soort:
- Segundolus insignitus